# Centennial Exposition

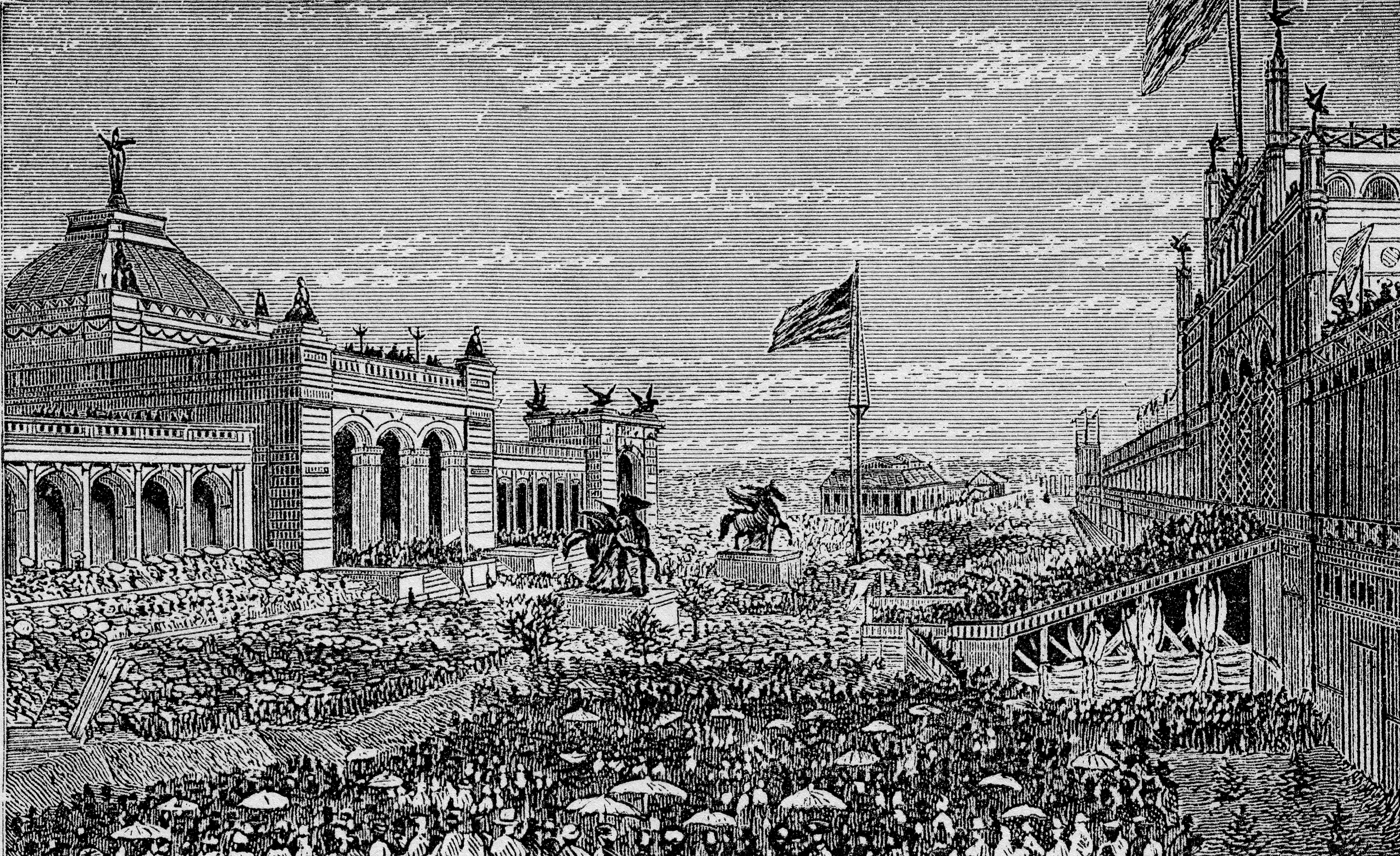
Illustration över öppningsceremonin i Philadelphia den 10 maj 1876.

Centennial International Exhibition 1876 var världens första officiella världsutställning placerad i USA. Den hölls i Philadelphia i Pennsylvania för att fira hundraårsjubileet efter att USA:s självständighetsförklaring skrevs på i Philadelphia 1776. Evenemanget kallades officiellt International Exhibition of Arts, Manufactures and Products of the Soil and Mine.
Utställningen hölls i Fairmount Park längs med Schuylkillfloden, på ett område formgivet av Hermann Schwarzmann. Drygt 9,9 miljoner besökare kom till utställningen, vilket vid den tiden motsvarade en femtedel av USA:s befolkning.

## Planering
Idén om en världsutställning som denna presenterades av John L. Campbell, professor i matematik, naturlig filosofi och astronomi vid Wabash College, Crawfordsville, Indiana. I december 1866 föreslog Campbell först för Philadelphias borgmästare att USA:s världsutställning skulle firas med en utställning i Philadelphia. Idén fick dock motstånd. Man trodde bland annat att det skulle bli svårt att hitta sponsorer, oroligheter om nationerna kunde medverka och om USA:s utställningar kunde mäta sig mot de utländska stora utställningarna. Trots motståndet fortsatte planerna.

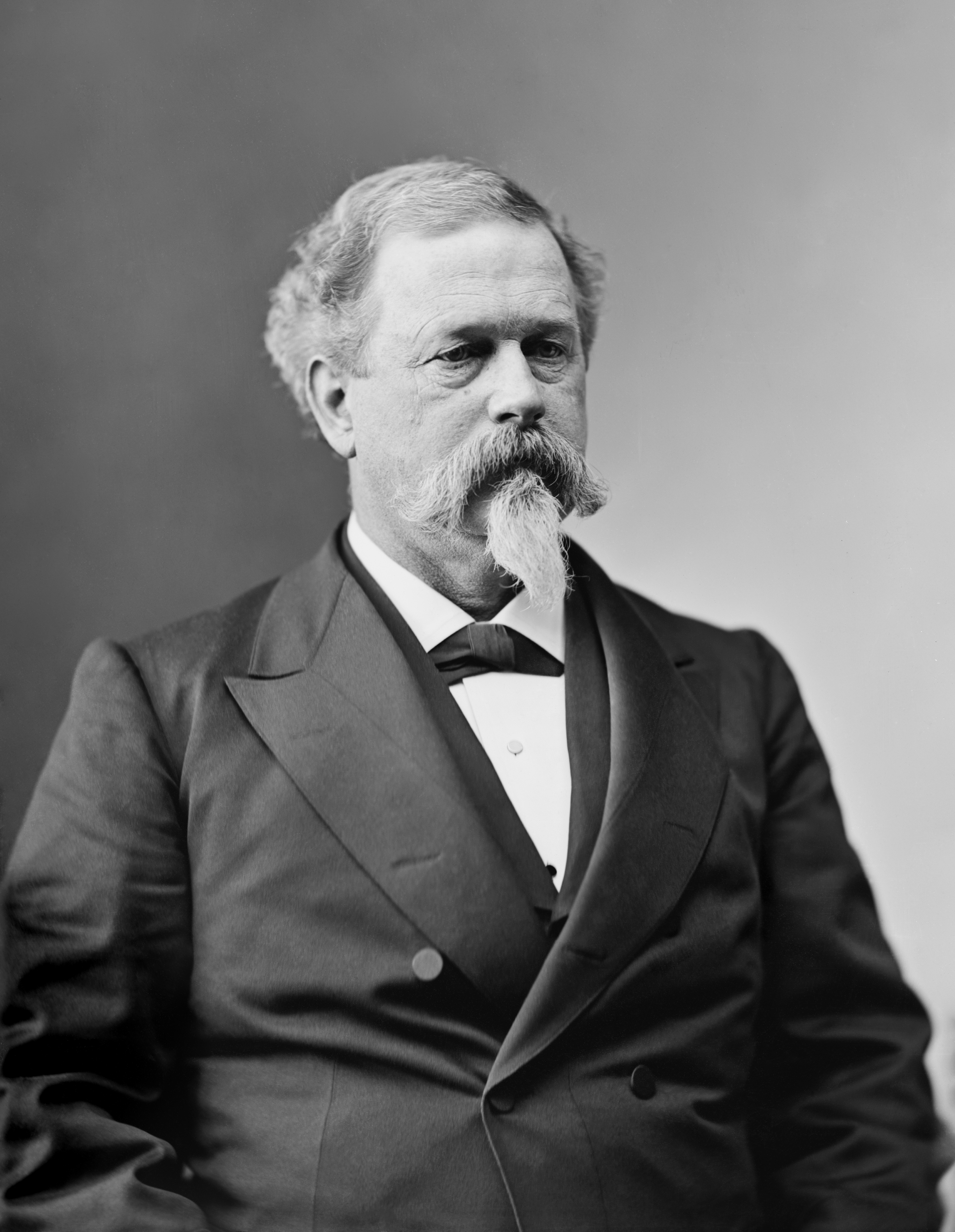
Joseph R. Hawley.

Franklin Institute blev en tidig supporter till utställningen och frågade Philadelphia City Council om de kunde använda Fairmount Park. I januari 1870 beslutade kommunen att Centennial Exposition skulle hållas i staden 1876. Både Philadelphia City Council och Pennsylvania General Assembly framställde en kommitté för att studera projektet och sökte stöd från USA:s kongress. Kongressmedlemmen William D. Kelley talade för staden och staten och Daniel Johnson Morrell introducerade ett lagförslag för att starta ett United States Centennial Commission. Förslaget, vilket gick igenom 3 mars 1871, innebar att USA:s statsmakt inte skulle bli ansvariga för några omkostnader.
United States Centennial Commission organiserades den 3 mars 1872 med Joseph R. Hawley från Connecticut som president. Kommissionens kommissionärer utgjordes av en representant från varje stat och territorium i USA. Den 1 juni 1872 startade kongressen en Centennial Board of Finance för att hjälpa till att sponsra projektet. John Welsh, som hade erfarenheter inom sponsring sedan The Great Sanitary Fair 1864, utnämndes till president. Centennial Board of Finance hade rätt att sälja upp till $10 miljoner i aktiekapital genom $10-andelar. Totalt såldes andelar till ett värde av $1 784 320 till 22 februari 1873. Philadelphia stad bidrog med $1,5 miljoner och staten Pennsylvania bidrog med $1 miljon. Den 11 februari 1876 ansökte kongressen om ett lån på $1,5 miljoner. Från början trodde Centennial Board of Finance att de var en subsidie, men efter att utställningen stängts, krävde statsnakten tillbaka pengarna. USA:s högsta domstol krävde senare att kommissionen skulle betala tillbaka pengarna de lånat till statsmakten. John Welsh sökte hjälp av kvinnorna i Philadelphia som tidigare hjälpt honom i The Great Sanitary Fair. Senare grundades en kvinnlig Centennial Executive Committee, där Elizabeth Duane Gillespie, en ättling till Benjamin Franklin, utropades som president. Under sina första månader tjänade de ihop $40 000. När gruppen insåg att planeringskommittéen inte gjorde mycket för att visa arbeten av kvinnor, användes $30 000 för en kvinnlig utställningsbyggnad.
1873 utnämndes Alfred T. Goshorn som direktörgeneral för utställningen av Centennial Commission. Fairmount Park Commission utmärkte 450 tunnland i västra parken för utställningen, vilket var hängivet den 4 juli 1873 av marinministern George M. Robeson. Tidningstryckaren, John W. Forney, hjälpte till att betala att en kommission från Philadelphia skulle resa till Europa för att bjuda in personer och konstverk till utställningen. Trots den starka bojkotten av européerna och den höga tullavgiften USA tog ut, vilket gjorde att utländska varor inte skulle bli värda något, tackade inget europeiskt land nej till inbjudan.
För att låta besökarna sova någonstans under sin resa till Philadelphia, konstruerades tillfälliga hotell nära Centennials område. Ett Centennial Lodging-House Agency gjorde en lista på rum i hotell, lägenheter och privata hem, och sålde senare biljetter till de tillgängliga rummen i städer som hjälpte till med utställningen. Biljetter såldes också på tåg som gick till Philadelphia. För att klara av de många besökarna fick spårvagnarna utöka sina linjer och avgångar och Pennsylvania Railroad körde speciella tåg från Philadelphias Market Street till New York, Baltimore och Pittsburgh. Philadelphia and Reading Railroad körde också speciella tåg från Philadelphias centrum. Ett litet sjukhus byggdes inom utställningens område av Centennial's Medical Bureau, men vid sidan av det varma klimatet under sommaren inträffade inga särskilda dödsfall eller epidemier.

## Byggnader
Det fanns mer än 200 byggnader inom utställningens område vilket omgavs av ett staket som var närmare fem kilometer långt. Centennial Commission sponsrade en designtävling för de främsta byggnaderna. Det var två rundor, vinnare i den första ronden hade haft detaljer som konstruktionskostnader och tidsplanering innan startskottet den 20 september 1873. Efter att de fyra designvinnarna valdes, visade det sig att ingen av de hade tillräckligt med tid för konstruktion och begränsad budget.

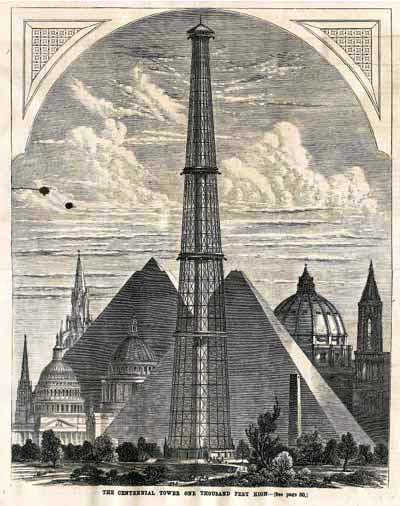
The Centennial Tower ett 1 000 fot högt torn föreslogs 1874 av teknikerna Clare och Reevers för utställningen 1876. Den medverkade den 24 januari 1874s utgåva av Scientific American, men byggdes aldrig.

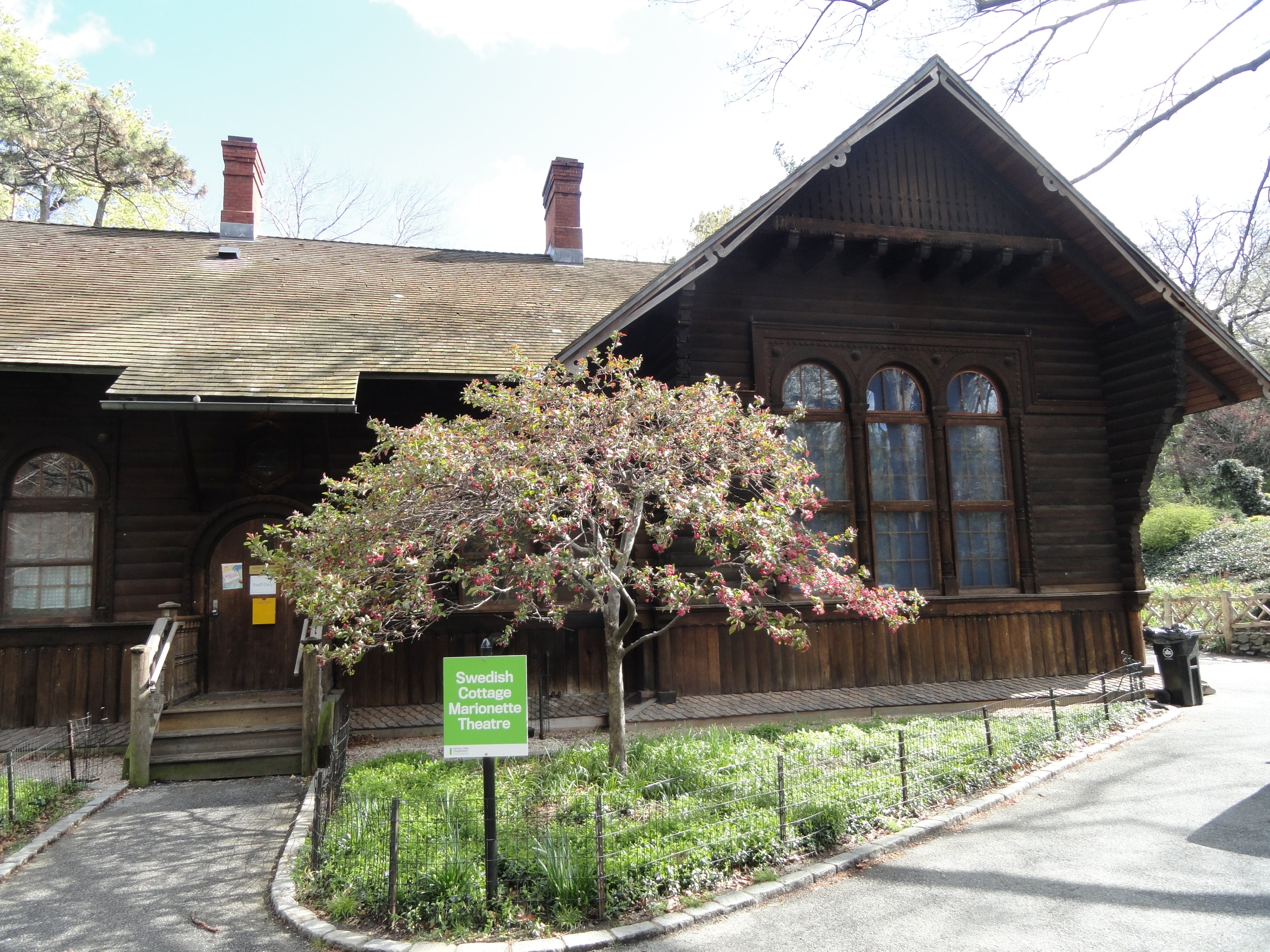
Skolhus som byggdes till världsutställningen 1876 i Philadelphia, ritat av arkitekterna Magnus Isæus och Ernst Jacobsson. Nu är huset Swedish Cottage Marionette Theatre, och ligger vid Central Park på Manhattan, New York City, New York, USA.

Centennial Commission vände sig till teknikerna Henry Pettit och Joseph M. Wilson för att designa och konstruera utställningens huvudbyggnad. Med sin temporära struktur var utställningshallen den största byggnaden i världen med en area på 21,5 tunnland. Byggnaden konstruerades genom att använda prefabricerade delar, och tog 18 månader att färdigställa. Byggnaden var gjord av en trä- och järnram som vilade på 672 stenpelare. Glas användes mellan ramarna för att släppa in ljus. Inuti fanns en stor aveny som var 120 fot bred, 1 832 fot lång och 75 fot hög. 75 fot höga torn utgjorde varje hörn i byggnaden. Utställningsföremål från USA placerades i mitten av byggnaden och material från utlandet placerades runt USA:s baserat på nationens distans från USA. Utställningar i huvudbyggnaden handlade om gruvarbete, metallurgi, tillverkning, utbildning och teknik. Precis väster om huvudbyggnaden låg Machinery Hall. Denna ritades också av Pettit och Wilson och var lik huvudbyggnaden i designen, dock endast gjord av trä. Byggnaden, som tog sex månader att färdigställa, var den näst största byggnaden under utställningen och var 1 402 fot lång och 360 fot bred. Det fanns en 208 till 210 fot lång vinge fäst i den södra delen av byggnaden. Utställningar som hölls i Machinery Hall handlade om maskinindustrin. Den tredje största utställningshallen under utställningen var Agricultural Hall. Byggnaden designades av James Windrim och var 820 fot lång och 540 fot bred. Byggnaden var gjord av trä och glas och var designad för att likna olika bondgårdsstrukturer ihopsatta. Byggnaden hade utställningar inom produkter och maskiner inom jordbruk och andra relaterade verksamheter.
Olikt flera av de andra byggnaderna byggda för utställningen var Horticultural Hall menad att bli permanent. Horticultural Hall ritades av Hermann J. Schwarzmann. Schwarzmann, en ingenjör för Fairmount Park Commission, hade aldrig tidigare ritat en byggnad. Horticultural Hall hade en järn- och glasram på en byggkloss och marmorkonst. Byggnaden var 383 fot lång, 193 fot bred och 68 fot hög. Byggnaden var ritad efter morisk arkitektur och designades som en tribut till Kristallpalatset från Londons Londonutställningen 1851. Byggnadens utställningar specialiserade sig på växtutställningar, och efter världsutställningen fortsatte den visa detta. Byggnaden drabbades dock hårt av Orkanen Hazel 1954 och förstördes.

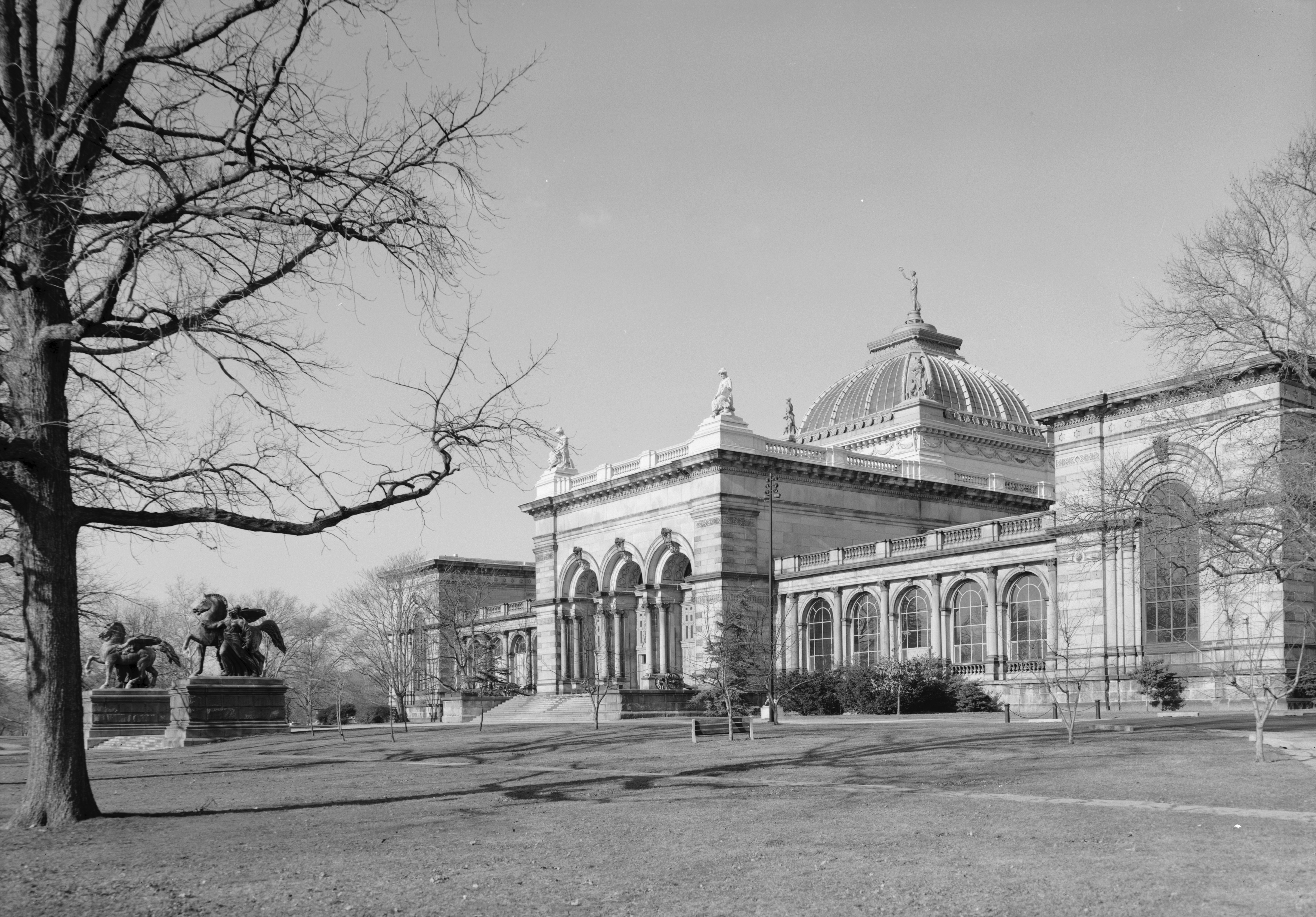
Memorial Hall.

Memorial Hall i Philadelphia ritades också av Hermann J. Schwarzmann. Byggnaden är gjord av tegelsten, järn, glas och granit. Huset ritades i Beaux-Artsstil och hade konstutställningarna. Centennial fick så mycket konstbidrag att ett separat annex fick byggas för att få plats med allt. En annan byggnad byggdes för att visa fotografier. Efter världsutställningen återöppnades Memorial Hall 1877 som Pennsylvania Museum of the School of Industrial Art. År 1928 flyttades skolan till en annan plats och en del av institutionen blev Philadelphia Museum of Art. Byggnaden fortsatte att visa konst, och togs över av Fairmount Park Commission 1958. Byggnaden användes senare som polisstation och renoverades sedan för att bli plats för Please Touch Museum vilket öppnades i Memorial Hall 2008.
26 andra delstater i USA hade sina egna byggnader, där Ohio House är det enda som fortfarande finns kvar. Vid sidan av delstaterna, har 11 nationer sina egna byggnader. USA:s federala statsmakt hade sin egen korsformade byggnad som innehöll utställningar från olika regeringsdepartement. Women's Pavilion var den första byggnaden på en internationell utställning som visade enbart konst av kvinnor. De övriga byggnaderna vid Centennial bestod av paviljonger, administrativa byggnader, restauranger och andra byggnader ritade för allmänhetens nytta.

## Utställningen
Det formella namnet av utställningen var International Exhibition of Arts, Manufactures, and products of the Soil and Mine men det officiella temat var firandet av USA:s hundraårsjubileum. Samtidigt var målet med utställningen att visa världen USA:s industriella och innovativa framgångar. Utställningen planerades från början att börja i april för att samtidigt hedra Slagen vid Lexington och Concord, men konstruktionsförseningar gjorde att man flyttade fram datumet till den 10 maj. Klockor ringde över hela Philadelphia då utställningen började. Under öppningsceremonin medverkade USA:s president Ulysses Grant och hans fru och den brasilianska kejsaren Dom Pedro och hans fru. Öppningsceremonin avslutades i Machinery Hall med att Grant och Dom Pedro slog på ångmotorn vilken gav energi till de flesta maskinerna under utställningen. Det officiella antalet besökare den första dagen var 186 272 där 110 000 besökare kom in gratis med kuponger.
Dagarna efter öppningsceremonin föll besökarantalet dramatiskt, med endast 12 720 personer som besökte utställningen. Medelantalet besökare under maj var 36 000 och 39 000 i juni. En dödlig värmebölja mellan mitten av juni och mitten av juli påverkade besökarantalet. Medeltemperaturen var 27,2°C och tio gånger under värmeböljan nådde temperaturen 38°C. Medelantalet besökare i juli var 35 000, men siffran växte till augusti med 42 000 besökare då värmen sjönk mot slutet av månaden.
Mildare temperaturer, nyhetsrapporteringar och omtalandet av utställningen lockade till sig mer personer under de sista tre månaderna. Flera av dessa besökare kom också från orter längre bort än tidigare. I september var snittet av antalet besökare 94 000 och 102 000 i oktober. Den dag med flest besökare var den 28 september. Den dagen besökte runt 250 000 personer utställningarna. Anledningen till de höga besökssiffrorna var att Pennsylvania firade Pennsylvania Day, som samtidigt hade 100-årsjubileum då det bland annat firades med fyrverkerier. Den sista månaden av utställningen, november, hade omkring 115 000 besökare per dag i snitt. Då världsutställningen slutade den 10 november hade den haft 10 164 489 besökare totalt.

## Utställningsföremål

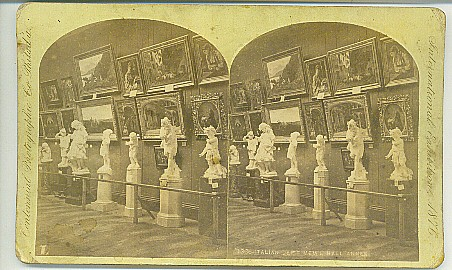
Italian Dept. Memorial Hall annex.

Teknologier som introducerades under utställningen var bland annat Corliss ångmotor. Waltham Watch Company visade det första automatiska urverket och vann guldmedalj i den första internationella klocktävlingen. Fram till början av 2004 fanns många av utställningsföremålen vid Smithsonian Institutions Art and Industries Building i Washington DC, bredvid slottsbyggnaden. Under utställningen presenterade den turkiska delegationen marijuana för USA för första gången, vilket blev ett av de främst besökta föremålen under utställningen.
Produkter som visades under utställningen var bland annat:
- Alexander Graham Bells telefon
- Remington Typographic Machine (skrivmaskin)
- Heinz tomatketchup
- Wallace-Farmer Electric Dynamo, föregångaren till (elektriskt ljus)
- Hires Root Beer

En återuppbyggnad av ett kolonialt kök fylldes med ett snurrande hjul och kostymerade presentatörer visade en tid av kolonial väckelse i amerikansk arkitektur och husinredning. Den svenska stugan visade hur ett typiskt svenskt klassrum kunde se ut på. Klassrummet monterades också upp efter utställningen avslutades, i Central Park, New York. Idag utgör svenska stugan vad man kallar Swedish Cottage Marionette Theatre.
New Jerseys officiella Statspaviljon var en rekonstruktion av Ford Mansion, vilket fungerade som General George Washingtons huvudkontor under vintern 1779-80 i Morristown, New Jersey. Återkonstruktionen hade ett fungerande kolonialt kök med en polemisk berättande "gammalmodigt hemmaliv". Denna lustiga härd som hemmavy av den kolonianska tiden gick emot temat framsteg, och det övergripande temat av utställningen var att visa USA:s framsteg för världen, med ett litet hjärta kolonianskt boskap och inte en fortsatt multietnisk våg av immigration.
Den högra armen och facklan på Frihetsgudinnan visades under utställningen. För en avgift på 50 cent kunde besökarna klättra upp på en stege till balkongen, och pengarna de tjänade användes för att finansiera resten av statyn.
Japanska paviljongen flyttades efter utställningen till Strafford, Pennsylvania där den ännu står och används som samhällets järnvägsstation.